# FK Qyzyljar SK
FK Qyzyljar SK (kazakiska: Қызылжар СК Футбол Клубы, Qyzyljar SK Futbol Kluby), känd under förkortningarna FK Qyzyljar  eller Qyzyljar , är en professionell fotbollsklubb från Petropavl i Kazakstan.
Laget grundades 1968, och gick då under namnet Avangard.

## Meriter
- Premjer Ligasy (D1)
Silver (2): 1999, 2000
- Birinsji Ligasy (D2)
Klubben var vinnare (1): 2019
Silver (1): 2017
- Cupen i fotboll
Silver (1): 1999[1]

## Placering tidigare säsonger
| Säsong | Nivå | Liga            | Placering | Referens    | Notering                             |
| ------ | ---- | --------------- | --------- | ----------- | ------------------------------------ |
| 2013   | 2    | Birinsji Ligasy | 4         | [ 2 ]       |                                      |
| 2014   | 2    | Birinsji Ligasy | 9         | [ 3 ]       |                                      |
| 2015   | 2    | Birinsji Ligasy | 4         | [ 4 ]       |                                      |
| 2016   | 2    | Birinsji Ligasy | 3         | [ 5 ]       |                                      |
| 2017   | 2    | Birinsji Ligasy | 2         |             | Uppflyttad till Premjer Ligasy 2018  |
| 2018   | 1    | Premjer Ligasy  | 11        |             | Nedflyttad till Birinsji Ligasy 2019 |
| 2019   | 2    | Birinsji Ligasy | 1         | [ 6 ] [ 7 ] | Uppflyttad till Premjer Ligasy 2020  |
| 2020   | 1    | Premjer Ligasy  | 8*        | [ 8 ]       | pandemin                             |
| 2021   | 1    | Premjer Ligasy  | 4         | [ 9 ]       |                                      |
| 2022   | 1    | Premjer Ligasy  | 10        | [ 10 ]      |                                      |
| 2023   | 1    | Premjer Ligasy  | 5         | [ 11 ]      |                                      |
| 2024   | 1    | Premjer Ligasy  | 9         | [ 12 ]      |                                      |

## Kända spelare
- Qajrat Nurdäuletov (2001)
- Elşän Qämbärov (2002)
- Mamoutou Coulibaly (2017)
- Gogita Gogua (2018)
- Michail Venkov (2018)
- Vytautas Andriuškevičius (2020–)